# Gyarmati Andrea
Gyarmati Andrea (Budapest, 1954. május 15. –) olimpiai ezüstérmes, Európa-bajnok magyar úszó, orvos, Székely Éva olimpiai bajnok úszó és Gyarmati Dezső olimpiai bajnok vízilabdázó leánya.

## Sportpályafutása

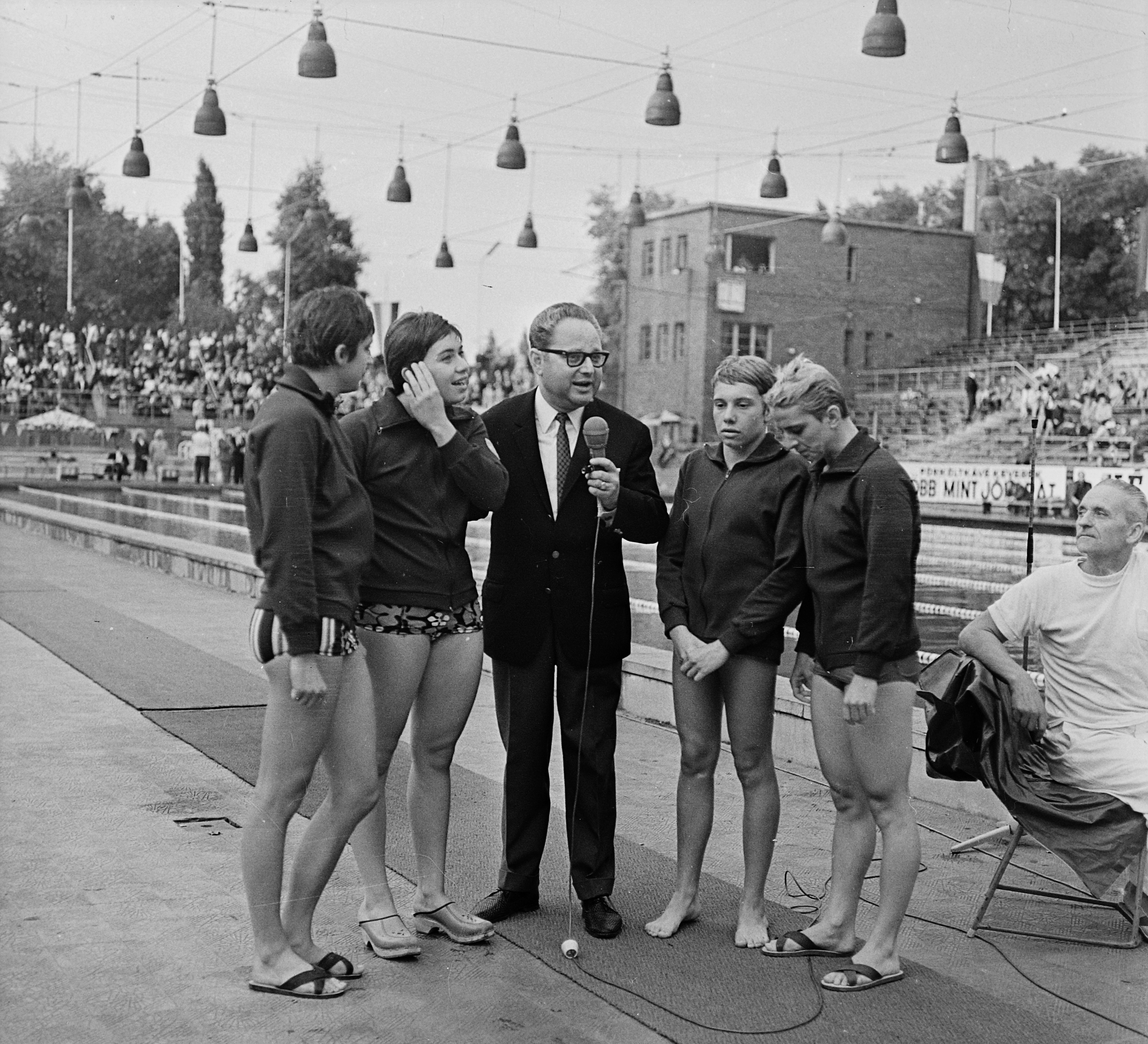
A 4x100-as magyar gyorsváltó tagjai, Patóh Magda, Gyarmati Andrea, Kovács Edit és Turóczy Judit Szőnyi János sportriporterrel 1969-ben

1959-től a BVSC (Budapesti Vasutas Sport Club), 1969-től az FTC (Ferencvárosi Torna Club) úszója volt. 1967-ben nyerte első országos bajnoki címét, és már tizennégy évesen a magyar válogatott tagja lett. Részt vett az 1968. évi nyári olimpiai játékokon, ahol három (két egyéni és egy csapat) ötödik helyezést ért el. A hetvenes évek elejére a magyar úszósport meghatározó egyéniségévé vált, összesen huszonnyolcszor nyert magyar bajnoki címet, 100 és 200 m-es pillangóúszásban, illetve hátúszásban tizenöt Európa-rekordot és egy világrekordot állított fel. Három alkalommal választották az év női sportolójává (1970–1972). Az 1972. évi nyári olimpiai játékokon a 100 méteres pillangóúszás középfutamában világcsúccsal győzött, a döntőben azonban rossz rajt miatt a harmadik helyen végzett. Az aktív sportolástól 1975-ben vonult vissza.
1982-ben megkapta a Magyarország örökös úszóbajnoka címet, 1995-ben az Úszó Hírességek Csarnoka tagjává választották.

## Sporteredményei
- olimpiai 2. helyezett (1972: 100 m hát)
- olimpiai 3. helyezett (1972: 100 m pillangó)
- olimpiai 4. helyezett (1972: 4 × 100 m gyorsváltó)
- háromszoros olimpiai 5. helyezett (1968: 100 m hát, 100 m pillangó, 4 × 100 m gyorsváltó)
- világbajnoki 3. helyezett (1973: 200 m hát)
- kétszeres Európa-bajnok (1970: 100 m pillangó, 200 m hát)
- kétszeres Európa-bajnoki 2. helyezett (1970: 100 m hát, 4 × 100 m gyorsváltó)
- világcsúcstartó (1972: 100 m pillangó – 1:03,8)

## Orvosi pályafutása
1978-ban a Semmelweis Orvostudományi Egyetemen orvosi oklevelet szerzett, később gyermekgyógyász és ortopéd szakorvosi vizsgát tett. 1979-től a Heim Pál Gyermekkórház csecsemőosztályának, 1983-tól a SOTE Ortopéd Klinikájának, majd 1985-től az 1. Számú Gyermekgyógyászati Klinikának orvosa volt. 1989-től háziorvos. 1992-től különböző televízió- és rádióműsorokban gyermekgyógyászati szakértőként szerepel.

## Kötetei
- Beszéljünk az evésről! Az orvos válaszol; Saxum, Bp., 2012
- Apróságaim. Földön, vízben, rendelőben; Saxum, Bp., 2013
- Beszéljünk a betegségekről! A gyermekorvos válaszol; Saxum, Bp., 2013 (Kérdések és válaszok)
- Gyere velem gyógyítani! Praktikus tanácsok a mindennapokra leendő, kezdő és haladó szülőknek; Saxum, Bp., 2015
- Szívdobbanások; Saxum, Bp., 2016
- Hányattatásaim. Evészavaron innen és túl; Saxum, Bp., 2017

## Díjai, elismerései
- Az év magyar női sportolója (1970, 1971, 1972) [1]
- Magyarország örökös úszóbajnoka (1982)
- Az Úszó Hírességek Csarnoka tagja (1995)
- A Magyar Érdemrend tisztikeresztje (2012)[2]
- Gerevich Aladár emlékérem (2012)
- A magyar úszósport halhatatlanja (2015)[3]
- Csík Ferenc-díj (2019)[4]
- Óbuda-Békásmegyer díszpolgára (2023)[5]
- Prima-díj (2024)